# Корбьер, Тристан
Тристан Корбьер (фр. Tristan Corbière, Эдуард Жоакен Корбьер, настоящее имя Эдуар Жоашен, 18 июля 1845, Морле — 1 марта 1875, там же) — французский поэт-символист, представитель группы «про́клятых поэтов».

## Биография
Эдуар-Жоакен Корбьер родился 18 июля 1845 года в небольшом морском городке Морле, в Бретани. Его отцом был Жан Антуан Эдуар Корбьер-старший, морской волк, капитан дальнего плавания. Это был человек вольный и бесстрашный, отверженный романтик и вольтерьянец. Он много путешествовал, о чём писал в своих заметках, которые были напечатаны в различных французских журналах; часто попадал в различные неприятности, отсидел в тюрьме, а затем, уставший от долгих странствий, обосновался в маленьком городке Марло, где женился на будущей матери Тристана Анжелике Корбьер Пюио, которая была младше мужа на 33 года. Всего в семье было трое детей, самым старшим из которых был Тристан.
Эдуар-Жоакен провел своё детство в поместье Лонэй, неподалёку от Морле. Когда ему исполнилось 14 лет, его родители решили отправить сына в императорский пансион Сен-Бриё. Но вскоре успешная учёба Корбьера была прервана суставным ревматизмом, впоследствии перешедшим в чахотку, поэтому он был не в состоянии продолжать обучение и был вынужден отправиться жить к своему дяде-врачу, у которого был собственный дом в Нанте. Там он поступает в местную школу, но уже через два года болезнь заставляет его вновь прервать занятия.

Феликс Валлотон. Портрет Тристана Корбьера, ок.1898

Чтобы хоть как-то облегчить страдания, Корбьер отправляется в путешествие по тёплым морям. Но оно не приносит каких-либо видимых улучшений. Отчаявшись, он решает поселиться на берегу океана, в городке Роскоф, где у его отца был небольшой дом. Здесь он часто выходит в море на маленькой яхте своего отца «Невольничье судно» (по названию самого популярного романа его отца), рисует и начинает писать свои первые стихи. Местные жители звали его по-бретонски «Ан Анку», что в буквальном переводе значит «Призрак смерти». Он сам признавал, что был некрасив и в чём-то даже страшен: худое тело, большой рост, всклокоченные волосы; он считал себя никчёмным, не приспособленным к жизни человеком, удел которого чтение и творчество. От безысходности он сводит дружбу с некоторыми французскими поэтами, которые часто приезжали летом отдохнуть в Роскоф. С одним из них он отправляется в долгое путешествие по Италии. Там он знакомится с графом Родольфо де Баттином и его возлюбленной — итальянской актрисой Армидой-Жозефиной Куччиани, которая выступала под сценическим псевдонимом Эрмини, но которую Корбьер всегда называл Марселлой.
Корбьер влюбляется в Куччиани, и эта любовь определит его будущее творчество. Не в силах вынести разлуку с ней, он отправляется в Париж. Но отношения у них не складываются, и вскоре итальянская актриса уходит от больного поэта. В 1873 году Корбьер выпускает на деньги своего отца свою единственную книгу «Кривая любовь». Она осталась совершенно незамеченной в Париже, и Тристан возвращается в Бретань. Здесь он вновь пробует сочинять стихи, но у него ничего не выходит. 1 марта 1875 Эдуар-Жоакен Корбьер умирает от чахотки под крышей собственного дома.

## Сочинения
«Кривая любовь» (фр. «Les Amours jaunes») — единственная книга Корбьера — полна гротескно-иронической лирики. Название этого сборника составлено из аналогий с французскими идиомами «жёлтый гнев» — бурная ярость, сильное раздражение, и «желтая улыбка» — улыбка кривая, усталая, вымученная. В эту книгу вошло практически всё написанное поэтом. В неё не вошли лишь несколько юношеских стихотворений и двенадцать стихотворений, которые были найдены и опубликованы посмертно.  Книга была переиздана в 1891 году в том же виде.
В августе 1883 года в парижском литературном еженедельнике «Лютеция» появился очерк Поля Верлена, посвящённый творчеству Корбьера. Статьи о нём стали первыми в сборнике «Статей о проклятых поэтах».
«Кривая любовь» глубоко повлияла на Томаса Элиота. Стихи Корбьера переводили на русский язык Иннокентий Анненский, Иван Тхоржевский, Сергей Бобров, Бенедикт Лившиц и другие.

## Публикации на русском языке
- Корбьер Т. Стихи // От романтиков до сюрреалистов: Антология французской поэзии / Пер. Б. Лившиц. — Л.: Время, 1934. — 198 с. — 5000 экз.
- Корбьер Т. Стихи // Французские лирики XIX и XX веков / Пер. Б. Лившиц. — Л.: Художественная литература, 1937. — 236 с.
- Корбьер Т. Стихи // Созвучия: Стихи зарубежных поэтов в переводе Иннокентия Анненского, Фёдора Сологуба. — М.: Прогресс, 1979. — 180 с. — (Мастера поэтического перевода, 23—24). — 10 000 экз.
- Поэзия Франции: Век XIX. М.: Художественная литература, 1985, с.318-328
- Корбьер Т. Стихи / Пер. и сост. М. П. Кудинова. — М.: Художественная литература, 1986. — 138 с. — 25 000 экз.
- Семь веков французской поэзии в русских переводах. СПб: Евразия, 1999, с.409-415
- Проклятые поэты. СПб: Наука, 2006, с.39-156
- Versии Французская поэзия в переводах Натальи Стрижевской—М. Дом-музей Марины Цветаевой 2008 с.278-281